# Ivo Popić
Ivo Popić (29. studenoga 1922.) je kulturni djelatnik i spisatelj iz Subotice. Pisao je knjige za djecu. Nakon Drugog svjetskog rata nekoliko je godina obnašao dužnost ravnatelja Doma JNA. Poslije je bio čelnik subotičkog Dječjeg kazališta. Napisao je osam knjiga, uglavnom pjesama i priča za djecu. Piscem je monografije koja se bavi najistaknutijim likovnim stvarateljima subotičkog kraja. 
Pisao je za lokalne novine (Subotičke novine)

## Djela
- Daljine nisu bajke: Pesme, 1968.[2]
- Djevojčica i oblaci, ilustr. Rastislava Katić, 1968.[3]
- Što ribice sanjaju, 1969.
- Na dnu mora puna korpa čuda, 1971.
- Sunce puši modru lulu: Pesme za decu, ilustracije: Mihailo Dejanović, 1974.[4]
- Svijet oko mene: pjesme, omot Lajoš Matejka, crteži Jovan Dević, .1976.[4]